# Ḩayāvīyeh
Ḩayāvīyeh (persiska: حیاویه) är en ort i Iran.   Den ligger i provinsen Khuzestan, i den centrala delen av landet, 600 km söder om huvudstaden Teheran. Ḩayāvīyeh ligger 23 meter över havet och antalet invånare är 183.
Terrängen runt Ḩayāvīyeh är mycket platt.Runt Ḩayāvīyeh är det ganska tätbefolkat, med 144 invånare per kvadratkilometer. Närmaste större samhälle är Malīget, 8,9 km väster om Ḩayāvīyeh. Trakten runt Ḩayāvīyeh är ofruktbar med lite eller ingen växtlighet.